# SuperHeavy (album)
SuperHeavy je debutové eponymní studiové album britsko-americké superskupiny SuperHeavy. Album vzniklo v Jim Henson Studios v Los Angeles a vyšlo 16. září 2011 u A&M Records.

## Seznam skladeb
| Pořadí | Název                   | Autor                                  | Délka |
| ------ | ----------------------- | -------------------------------------- | ----- |
| 1.     | SuperHeavy              | Jagger, Marley, Stone, Stewart, Rahman |       |
| 2.     | Unbelievable            | Jagger, Marley, Stone, Stewart, Rahman |       |
| 3.     | Miracle Worker          | Jagger, Marley, Stone, Stewart, Rahman |       |
| 4.     | Energy                  | Jagger, Marley, Stone, Stewart         |       |
| 5.     | Satyameva Jayathe       | Rahman, Marley, Stone                  |       |
| 6.     | One Day One Night       | Jagger, Marley, Stone, Stewart, Rahman |       |
| 7.     | Never Gonna Change      | Jagger, Stewart                        |       |
| 8.     | Beautiful People        | Jagger, Marley, Stone, Stewart, Rahman |       |
| 9.     | Rock Me Gently          | Marley, Stone, Stewart                 |       |
| 10.    | I Can't Take It No More | Jagger                                 |       |
| 11.    | I Don't Mind            | Jagger, Marley, Stone, Stewart         |       |
| 12.    | World Keeps Turning     | Stone, Marley, Jagger, Stewart         |       |